# 인터랙티브 퍼포먼스
인터랙티브 퍼포먼스(Interactive performance)는 디지털 기술과 예술이 결합된 대표적인 사례로, 흔히 디지털 퍼포먼스, 미디어 퍼포먼스 등의 용어와 혼용된다. 인터랙티브 퍼포먼스는 무용수와 사운드, 이미지(영상)가 실시간으로 대화하는 특성을 띠며, 디지털 시대에 적합한 예술 장르로 각광받고 있다. 여러 가지 센서를 이용해서 무용수의 동작을 트랙킹(tracking)한 뒤, 그것에 맞는 사운드, 이미지의 실시간 반응이 조화를 이루게 하는 것이 인터랙티브 퍼포먼스의 성패를 좌우한다. 인터랙티브 퍼포먼스는 말 그대로, 무용수가 이미지와 사운드를 일방적으로 컨트롤하는 것이 아니라 상호 영향을 주고받으며 퍼포먼스가 진행된다는 특징이 있다. 과거 음악과 이미지가 퍼포먼스를 돋보이게 하기 위해 부차적으로 사용되었다면, 인터랙티브 퍼포먼스에서는 그 관계가 종속적이 아닌 상호적 관계로 변모하는 것이다.

## 학문적 배경
마셜 맥루한(Marshall McLuhan)의 유명한 전언, “미디어는 메시지다”는 인터랙티브 퍼포먼스를 설명하는 데 있어 자주 거론되곤 한다. 맥루한의 말은 기술이 발달할수록 콘텐츠보다 콘텐츠를 담는 그릇인 미디어의 중요성이 더 커진다는 점을 역설하고 있는 것이다. 그는 또한 “미디어는 메시지다”라는 말을 통해 인간이 미디어를 통해 감각의 확장을 꾀한다고 주장하는데, 이 주장은 시각 이미지와 청각적 효과, 촉각적 반응이 어우러진 인터랙티브 퍼포먼스를 설명하는 데 있어 아주 유용하다.

## 주요 작업 (외부 링크)
- 트로이카랜치(TroikaRanch) 뉴욕의 댄스 컴퍼니. 관절의 움직임을 통해 미디어와 무용수가 상호작용하는 것을 보여줌. 주요 작품으로 <In Plane>, <Loop Diver> 등이 있음.
- 팰린드롬(Palindrome) 독일의 댄스 컴퍼니. 주요 작품으로 <전극>, <Seine Hohle Form…> 등이 있음. 자체적으로 개발한 컴퓨터 프로그램인 ‘EyeCon'을 사용하는 것이 특징.